# Benno Grueber
Benno Grueber, Taufname Michael Grueber (* 28. September 1759 in Kelheim; † 18. oder 19. März 1796 in Weltenburg) war ein deutscher Kirchenmusiker, Komponist und Benediktinerpater.

## Leben

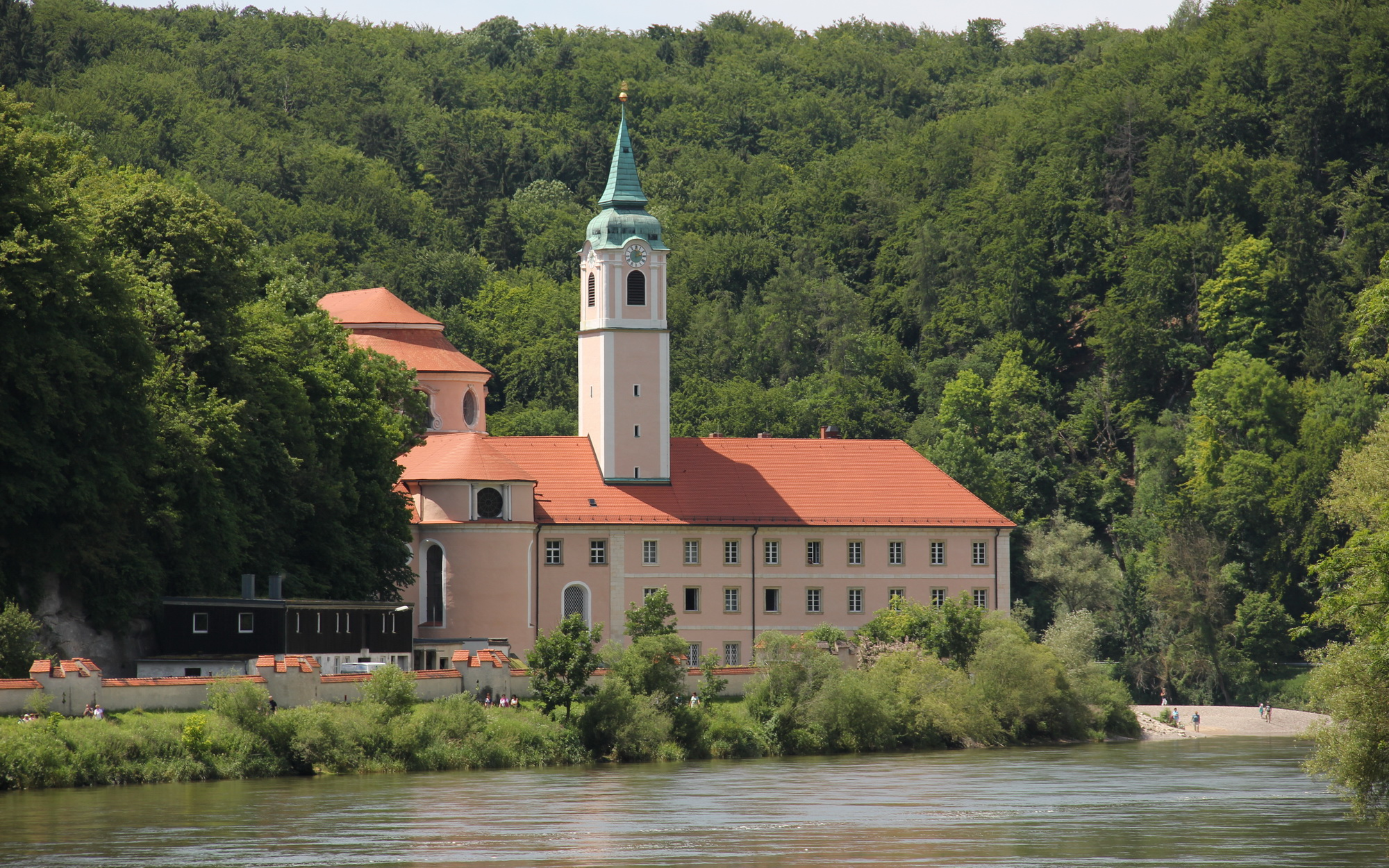
Das Kloster Weltenburg

Michael Grueber wurde am 28. September 1759 im Weißen Brauhaus in Kelheim geboren. Seine Gymnasialzeit verbrachte er bis 1777 als Seminarist der Domus Gregoriana am (heutigen) Wilhelmsgymnasium München, wo er auch als Chormusikus an der Jesuitenkirche St. Michael tätig war. 1778 war er Chorregent im Augustiner-Chorherrenstift Weyarn, wo er als Novize eingetreten war.
1779 wechselte Grueber in die Benediktinerabtei Weltenburg, wo er ein Jahr später zur Profess zugelassen wurde und den Ordensnamen Benno erhielt.
Nach einem Studium in Oberalteich und Weltenburg wurde Grueber am 14. Juni 1783 zum Priester geweiht und feierte zehn Tage später seine Primiz.
Es folgten musikalische Studien bei Paul Ignaz Kürzinger am Hof des Fürsten von Thurn und Taxis in Regensburg. Nach kurzer Tätigkeit als Chorregent im Kloster Weltenburg wurde Grueber 1784 Katechet im Dorf Weltenburg. Ab ca. 1785 bekleidete er das Amt des Musikdirektors im Kloster Weltenburg. Das Bavarikon bezeichnet Grueber als einen der besten und beliebtesten bayerischen Klosterkomponisten des ausgehenden 18. Jahrhunderts.
In seiner Geschichte des Klosters Weltenburg schreibt Abt Benedikt Werner, Grueber habe seine Kompositionen oft erst im letzten Augenblick unter Zeitdruck fertiggestellt.
Sein Singspiel Die guten Untertanen, zu dem der Abt Rupert Kornmann aus dem Kloster Prüfening das Libretto geschrieben hatte, wurde 1791 unter anderem in München vor Kurfürst Karl Theodor, auf der Bühne des Fürsten von Thurn und Taxis in Regensburg sowie in mehreren Klöstern aufgeführt und erntete großen Beifall.
Ein Teil des musikalischen Werks von Benno Grueber ist in den Wirren der Säkularisation verloren gegangen. Seine Kompositionen werden aber auch heute noch immer wieder aufgeführt, beispielsweise bei mehreren Konzerten in der Abteikirche Weltenburg im Jahre 1996 anlässlich seines 200. Todestages.
Pater Benno Grueber starb im März im Alter von nur 36 Jahren in Weltenburg. Zuvor hatte er jahrelang unter Gicht gelitten und war die letzten zwei Jahre weitgehend bettlägerig. Abt Benedikt Werner schreibt dies übermäßigem Alkoholgenuss zu. Nach Gruebers Tod wurden seine Möbel und Kleidung verbrannt, da man eine Ansteckung befürchtete.

## Zu Lebzeiten veröffentlichte Werke
Zu seinen Lebzeiten veröffentlichte Grueber im Musikverlag Lotter in Augsburg drei Sammeldrucke seiner Kompositionen:
- 24 Marianische Antiphonen (je 6 Alma redemptoris mater, Ave Regina Caelorum, Regina caeli und Salve Regina) für vier Singstimmen, Orgel und Orchester (1793, 2. Auflage 1806). Vier dieser Antiphonen wurden 1990 von Konrad Ruhland neu herausgegeben.
- Stabat Mater für vier Singstimmen, Orgel und Orchester (1794)
- 6 kurze Marianische Litaneien für vier Singstimmen SATB, Orgel und Orchester (gewidmet Abt Benedikt Werner) (1794)

## Sonstige Werke (Auswahl)

### Messen
- Missa brevis in C-Dur
- Missa pastoritia in C-Dur für Soli, Chor, Orchester und Orgel (vor 1783)
- Missa C-Dur
- Missa solemnis in a-Moll für Soli, Chor und Orchester
- Missa in D-Dur
- Missa pastoritia in F-Dur
- Missa solemnis in F-Dur
- Missa solemnis et brevis in G-Dur
- Missa solemnis mediocris longa in g-Moll
- Missa in G-Dur
- Missa pastoritia in A-Dur
- Missa in A-Dur
- Missa tum brevis cum solemnis in B-Dur

### Sonstige geistliche Werke
- Vesperae pro festis Domini et SS. Confessorum in C-Dur
- Vesperae breves de Dominica in D-Dur
- 2 Lytaniae lauretanae in C-Dur
- Lytaniae solennes in C-Dur
- Das Grab ist leer (Ostermotette) in D-Dur für Chor und Orchester[8]
- Pange lingua in G-Dur

### Weltliche Kompositionen
- Der dankbare Sohn (1782)
- Die Dorfschule (Singspiel) (1783)
- Die gute Wilde (1784)
- Fehler und Bekehrung der irrenden Jugend (Singspiel) (1785)
- Die von rechtschaffenen Kindern verewigte Wohltat ihres rechtschaffenen Vaters (1786)
- Kantate auf das hohe Namensfest (1788)
- Der Ritter in der Marmorhöhle an der Donau (Kantate, Text: Rupert Kornmann) (1789)
- Kantate abgesungen am hohen Wahltage (1789)
- Wahlfeyer des Oberhirten Damöts (Kantate) (1790)
- Zween Schullehrer in einem Dorfe oder die entgegengesetzte Erziehung (Libretto: Rupert Kornmann) (1790)
- Die guten Untertanen (Singspiel) (Libretto: Rupert Kornmann) (1791)
- Schäfer-Freude (1791)
- Daphne (1792)
- Der gute Fischer oder Das Regiment der Bedienten (Libretto: Rupert Kornmann) (Erstaufführung postum 1799)

## Diskografie
- Musik aus der Benediktinerabtei Weltenburg, Chor der Herz-Jesu-Kirche München, Kammerorchester "Musica Bavarica", Chor der Weltenburger Musikgemeinschaft, Leitung: Hans Sedlmaier[9]
- Jubiläumskonzert zum 200. Todestag von P. Benno Grueber OSB (Konzertmitschnitt vom 13. Juli 1996), Chor der Weltenburger Musikgemeinschaft, Kammerorchester Regensburg, Leitung: Josef Kohlhäufl
- Regina coeli laetare aus den Antiphonae Marianae (1793), auf: Donaubarock Teil 1 – Geistliche Kammermusik von Ulm bis Wien, Consortium Musicum Passau, Wolfgang Schäfer
- Ouvertüre und Ariette (Tenor) aus dem Singspiel »Die zween Dorfschullehrer«, auf : Augustiner-Chorherrenstift Weyarn – Klänge aus dem alten Musikarchiv, Heinrich Weber (Tenor), Leitung: Josef Schmidhuber
- Missa pastoritia in C-Dur, Chor und Orchester von St. Georg (Augsburg-Haunstetten), Leitung: Wolfgang Reß (1982), auf TelDec 66-227-30